# Сергеј Федоровцев
Сергеј Анатоњевич Федоровцов (рус. Сергей Анатольевич Федоровцев; Ростов на Дону СССР 31. јануар 1980) је руски веслач, олимпијски победник 2004. у дисциплини четверац скул. 
Поред њега у победничком четверцу су били и Игор Кравцов, Алексеј Свирин и Николај Спињов. После освајања златне олимпијске медаље 2004. сви су добили звање Заслужног мајстора спорта Русије.
На олимпијским играма учествовао је још и 2008. у Пекингу, где је у дисциплини четверац скул заузео 7 место.